# Зальмюллер, Макс
Макс Зальмюллер (1832—1890) — прусский подполковник (обер-лейтенант) и германский энтомолог (лепидоптеролог).

## Биография
Учился в средней школе в Майнингене. В 1851 году вступил в прусскую армию в чине прапорщика. Сделал военную карьеру, участвовал в войнах (в том числе во Франко-прусской), имел ордена. В 1877 году вышел в отставку.
Он поселился в Бокенхайме, что недалеко от Франкфурта-на-Майне и решил посвятить себя научной деятельности. Зенкенбергское общество естественных исследований передало ему управление своей коллекцией бабочек.
Когда Карл Эбенау и Антон Штумпф привезли большую коллекцию насекомых с Мадагаскара в конце 1879 года, Зальмюллер стал интенсивно изучать её. В 1884 году, после нескольких небольших публикаций на эту тему, появился первый том о чешуекрылых с Мадагаскара. Второй том, опубликованный в 1891 году, был закончен Лукасом фон Хейденом, так как Макс Зальмюллер скончался от пневмонии 12 октября 1890 года.
Автор многих таксонов чешуекрылых.
- Acidon bigrammica (Saalmüller, 1880) = Hypena bigrammica Saalmüller, 1880
- Acidon obscurobasalis Saalmüller, 1880 = Hypena obscurobasalis Saalmüller, 1880
- Fodina decussis (Saalmüller, 1891) = Dysgonia decussis Saalmüller, 1891
- Fodinoidea Saalmüller, 1884
- Fodinoidea staudingeri Saalmüller, 1884
- Meganola praefica (Saalmüller, 1884) = Nola Praefica Saalmüller, 1884
- Parasa ebenaui (Saalmüller, 1878) = Neaera ebenaui Saalmüller, 1878
- Rhynchina deflexa  (Saalmüller, 1891) = Proluta deflexa Saalmüller, 1891

## Труды
- Saalmüller M., 1884. Lepidopteren von Madagascar. 1. Abt. Rhopalocera; Heterocera: Sphinges et Bombyces. Frankfurt am Main, Senckenberg’sche naturforschende Gesellschaft, im Selbstverlag: 246pp., 6 pls. text Архивная копия от 21 января 2020 на Wayback Machine pls Архивная копия от 20 октября 2019 на Wayback Machine; (1892, Reprint): Abhandlungen der Senckenbergischen Naturforschenden Gesellschaft 17 Архивная копия от 20 декабря 2019 на Wayback Machine.
- Saalmüller M.; completed by L. v. Heyden (ed.), 1891. Lepidopteren von Madagascar. 2. Abt. Heterocera: Noctuae, Geometrae, Microlepidoptera. Frankfurt a. M., Moritz Diesterweg: pp. 249–531, pls 7—14. text Архивная копия от 20 декабря 2019 на Wayback Machine pls Архивная копия от 20 декабря 2019 на Wayback Machine; (1892, Reprint): Abhandlungen der Senckenbergischen Naturforschenden Gesellschaft 17 Архивная копия от 20 декабря 2019 на Wayback Machine.

## Память
В честь Зальмюллера назван род бабочек-древоточцев Saalmulleria Mabille, 1891, в который входят виды Saalmulleria dubiefi Viette, 1974 и Saalmulleria stumpffi Saalmüller, 1884, впервые описанная Заальмюллером как Cossus stumpffi.